# 俄·洛丹喜饶

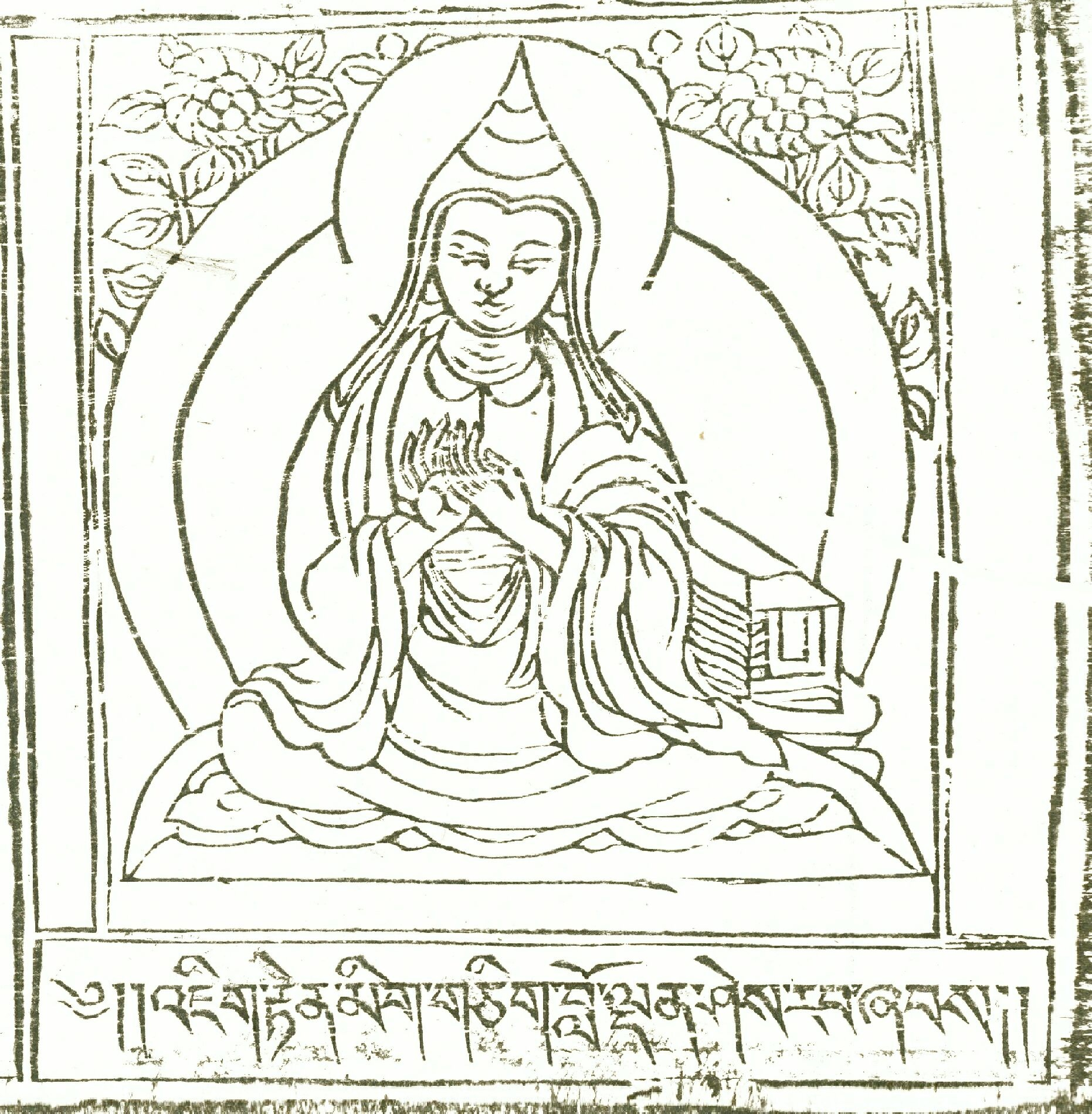
洛丹喜饶画像

俄·洛丹喜饶（藏語：རྔོག་བློ་ལྡན་ཤེས་རབ་，威利转写：rngog blo ldan shes rab，1059年—1109年），藏传佛教著名译师。

## 生平
洛丹喜饶出生于吐蕃羊卓地区（今位于山南浪卡子县）的贵族家族，幼年时跟随其叔父俄·雷必喜饶学法。1076年，他赴阿里参加阿里古格王孜德（绛曲沃之侄）举办的“丙辰法会”。法会上他结识了孜德之子旺秋德，在旺秋德资助下他前往大小勃律（克什米尔）学习。他在勃律学经十七载，译出《量庄严论》。1095年他回藏后，又从班智达奔查松巴、松底积谛等学法。此后前往尼婆罗学习密宗。再度回藏后他开始从事大量佛教经典的翻译，并在各地讲经，主要以讲授法称《量抉择论》（tshad ma rnam nes）为主，还讲解慈氏五论与自续中观派的论典。他译出的《量抉择论》开创了西藏的“新因明学”（tshad ma gsar ma）传统。叔父俄·雷必喜饶逝世后，他还出任桑浦寺堪布。1109年他在桑耶附近圆寂。